# 愛媛国際オープン
ユニ・チャームトロフィー愛媛国際オープン（えひめこくさいオープン）は、愛媛県松山市で開催されている国際テニス大会（ATPチャレンジャーツアー）である。
通称は愛媛チャレンジャー（えひめチャレンジャー、Ehime Challenger）であり、松山チャレンジャー（まつやまチャレンジャー、Matsuyama Challenger）と呼ばれることもある。主催者は愛媛県テニス協会と愛媛国際オープン実行委員会。

## 歴史
2017年に愛媛県で開催された第72回国民体育大会（愛顔つなぐえひめ国体）にあわせて、愛媛県総合運動公園内にあるテニスコートの大規模な改修が行われた。このテニスコートを活用して、2018年にはITF男子ワールドテニスツアーとして愛媛国際オープンが初開催された。2020年と2021年には新型コロナウイルス感染症の世界的流行の影響で中止を余儀なくされた。2022年にはATPチャレンジャーツアーに格上げされた。中国・四国・九州地方では初となるATP公認国際大会である。

## 歴代優勝者

### 男子シングルス
| 年   | 優勝                               | 準優勝             | スコア        |
| ---- | ---------------------------------- | ------------------ | ------------- |
| 2024 | ニコラ・モレノ・デ・アルボーラーン | アレックス・ボルト | 7–6(7–4), 6–2 |
| 2023 | ルカ・ナルディ                     | ダニエル太郎       | 3–6, 6–4, 6–2 |
| 2022 | ホン・ソンチャン                   | ウー・トンリン     | 6–3, 6–2      |

### 男子ダブルス
| 年   | 優勝                                            | 準優勝                                                | スコア           |
| ---- | ----------------------------------------------- | ----------------------------------------------------- | ---------------- |
| 2024 | 渡邉聖太 柚木武                                 | ニコラ・モレノ・デ・アルボーラーン ルビン・ステイタム | 6–4, 6–3         |
| 2023 | カロル・ジェヴィエツキ ズデニェク・コラージュ   | 松井俊英 上杉海斗                                     | 6–3, 6–2         |
| 2022 | アンドリュー・ハリス ジョン＝パトリック・スミス | 松井俊英 上杉海斗                                     | 6–3, 4–6, [10–8] |